# ناوكو سواماتسا
ناوكو سواماتسا (باليابانية: 沢松奈生子) مواليد 23 مارس 1973 في نيشينومايا، هي لاعبة كرة مضرب يابانية سابقة وكانت تلعب باليد اليمنى. أعلى تصنيف لها في الفردي كان المركز الـ 14 في سنة 1995. سبق أن شاركت في دورة الألعاب الأولمبية الصيفية.

## روابط خارجية
- ناوكو سواماتسا على موقع رابطة محترفات التنس (الإنجليزية)
- ناوكو سواماتسا على موقع الاتحاد الدولي لكرة المضرب (الإنجليزية)
- ناوكو سواماتسا على موقع كأس بيلي جين كينغ (الإنجليزية)
- ناوكو سواماتسا على موقع بطولة ويمبلدون (الإنجليزية)
- ناوكو سواماتسا على موقع خلاصة التنس.كوم (الإنجليزية)
- ناوكو سواماتسا على موقع أوليمبيديا (الإنجليزية)